# Сорезина
Сорезѝна (на италиански: Soresina, на местен диалект: Suresìna, Сурезина) е градче и община в Северна Италия, провинция Кремона, регион Ломбардия. Разположено е на 69 m надморска височина. Населението на общината е 8933 души (към 2017 г.).